# Мужиловичі
Мужилóвичі — село в Україні, у Яворівському районі Львівської області. Раніше було адміністративним центром однойменної сільради. Населення становить 1021 особу.

## Назва
За однією з версій, назва походить від власників села — роду Мужилів.

## Символіка
Герб: щит скошений справа; у верхньому золотому полі Архистратиг Михаїл у срібній сорочці, синіх обладунках і штанях, чорних чоботах і червоному плащі, зі срібними крилами та золотим німбом, тримає у правиці червоний полум'яний меч, а в лівиці — червоний щит із золотим хрестом і такою ж облямівкою; у нижньому зеленому полі — золота качка.
Прапор: квадратне полотнище, розділене по діагоналі з верхнього вільного кута на два рівновеликі трикутні поля; на верхньому жовтому полі Архистратиг Михаїл у срібній сорочці, синіх обладунках і штанях, чорних чоботах і червоному плащі, зі срібними крилами та золотим німбом, тримає у правиці червоний полум'яний меч, а в лівиці — червоний щит із золотим хрестом і такою ж облямівкою; на нижньому зеленому полі — жовта качка, повернута до древка.

## Історія[3]
Перша письмова згадка про Мужиловичі датується 1386 роком. Саме тоді, 22 липня 1386 р. намісник короля Людовика Угорського у Галичині князь Владислав Опольський надав на правах феодального володіння Гербуртам з Фельштина села Чолгині, Підлуби і Мужиловичі.
Історичні джерела підтверджують народне передання, що в Мужиловичах був замок. Зокрема, в «Географічному словнику Польського королівства» 1887 р. опубліковано, що «є тут давній великий мурований замок».
Від 1578 р. — найдавніші письмові відомості про православний храм і православного священика в Мужиловичах.
15 червня 1604 р. перемишльський каштелян Станіслав Стадніцький, який на той час був власником Мужилович, записав всі свої маєтки, у тім числі й Мужиловичі, Львівській єзуїтській колегії.
Після ліквідації папою Климентієм XIV у 1773 р. ордену єзуїтів, їх маєтки, у тім числі і Мужиловичі, перейшли у власність австрійського двору. На цих землях, що тоді знаходились біля села (сьогодні його частина) австрійський уряд заснував німецьку колонію. Офіційно колонія називалася «Muschelowic», самі колоністи її називали «Münchenthal». Сюди переселилося 40 німецьких родин з Моравії.
У жовтні 1918 року розпалась Австро-Угорська монархія. Поляки готувалися захопити владу в Східній Галичині, тим більше, що стара державна адміністрація перебувала в їхніх руках. 31 жовтня на засіданні Української Національної Ради ухвалили рішення негайно взяти владу у Львові та на місцях. На Яворівщині сформовано військовий курінь під командуванням четарів Клея та Головінського. До його складу входила і група з села Мужиловичів під проводом уродженця німецької колонії поручника УГА Северина Байгерта та його брата Йогана. Серед них був також старшина УГА, уродженець колонії в Мужиловичах Йосиф Месінґер.
У 1929 р. у селі засновано осередок ОУН. Його керівником обрали Михайла Яремія.
У 1939 р. розпочалася Друга світова війна. У вівторок 12 вересня зі сторони Прилбич в село в'їхали німецькі підрозділи Другої легкої дивізії Вермахту та 22-го танкового корпусу, у складі якого був СС-полк «Германія». В ніч з 15 на 16 вересня, коли німецькі солдати відпочивали, польські війська 1-го і 3-го батальйонів 49-го стрілецького полку 11-ї Карпатської піхотної дивізії під командуванням полковника Кароля Новака та підполковника Кароля Ходали та 53-го полку піхоти під командуванням підполковника Коцара несподівано атакували німців у Чорнокунцях і Мужиловичах.
17 жовтня 1943 р. загинув організатор осередку ОУН в селі — Михайло Яремій.
У 1944—1950 рр. з Мужилович до Сибіру вивезено 62 жителі, 42 засуджено і відправлено на заслання на різні терміни до радянських концтаборів.
25 грудня 1979 р. розпочалася радянсько-афганська війна. З Мужилович до Афганістану відправили Зиновія Дзюбу, Юрія Радюка, Зиновія Середу. Останній додому живим не повернувся. Загинув 18 вересня 1988 р. в бою. Посмертно нагороджений орденом «Червоної Зірки». Похоронений в Мужиловичах.

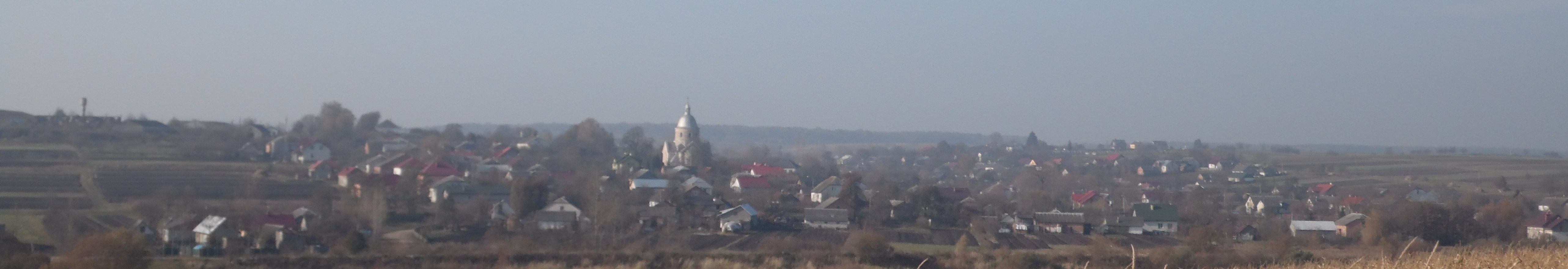
Панорама с. Мужиловичі

20 лютого 2014 року зі вступом збройних сил Російської Федерації на територію Автономної республіки Крим розпочався перший етап російсько-української війни. Наступним етапом стала війна на сході України, офіційно відома як Антитерористична операція (АТО), коли українські військові активно залучились до протистояння з проросійськими маріонетковими терористичними групами «Луганської народної республіки» (ЛНР) і «Донецької народної республіки» (ДНР) та іншими російськими диверсантами. У складі 80 аеромобільної бригади захищав Луганський аеропорт мужиловчанин Петро Гадуп'як. У бою з російськими найманцями 2 липня 2014 р. отримав важкі поранення. За оборону Луганського аеропорту нагороджений орденом «За мужність».

## Культура і освіта
1785 р. — в Мужиловичах-Колонії відкрита школа.
1835 р. — перша згадка про парафіяльну українську школу в с. Мужиловичах.
1882 р. — відкриття державної школи.
20 березня 1892 р. — відкриття читальні «Просвіти».
1 вересня 1927 р. — засновано гурток «Рідна школа» ім. Тараса Шевченка.
31 січня 1935 р. — зареєстрований статут «Союзу Українок».
3 серпня 1938 р. — зареєстровано статут т-ва «Луг».
8 червня 1938 р. — розпочав свою діяльність гурток "Українського гігієнічного товариства.
1988—1992 рр. — будівництво нової школи в Мужиловичах. Відкриття та освячення нової школи відбулося 1 вересня 1992 р.
2011 р. відкрито дошкільний навчальний заклад при Мужиловицькій школі.

## Релігійне життя
Православна громада  1578 (перша письмова згадка) - 1691;  1946 - до сьогодні (Свято-Михайлівська православна парафія УПЦ КП).
Греко-католицька громада — 1691 - 1946; 1990 - до сьогодні (парафія Св. Арх. Михаїла УГКЦ)   .
Римо-католицька громада (німці та поляки колоністи) — поч. XVII ст. - 1945.

## Сакральні споруди

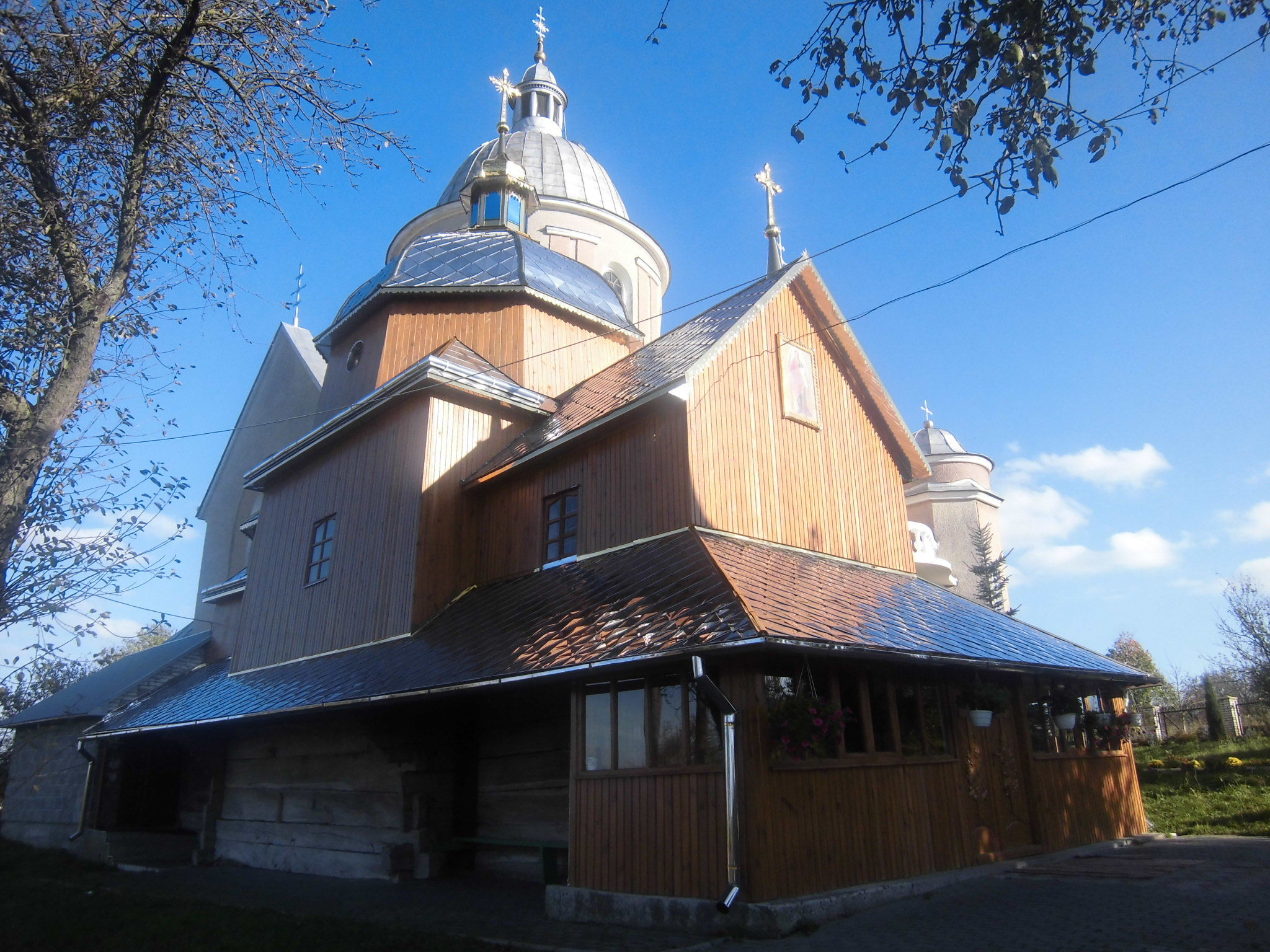
Храм Архістратига Михаїла (1600 р.)
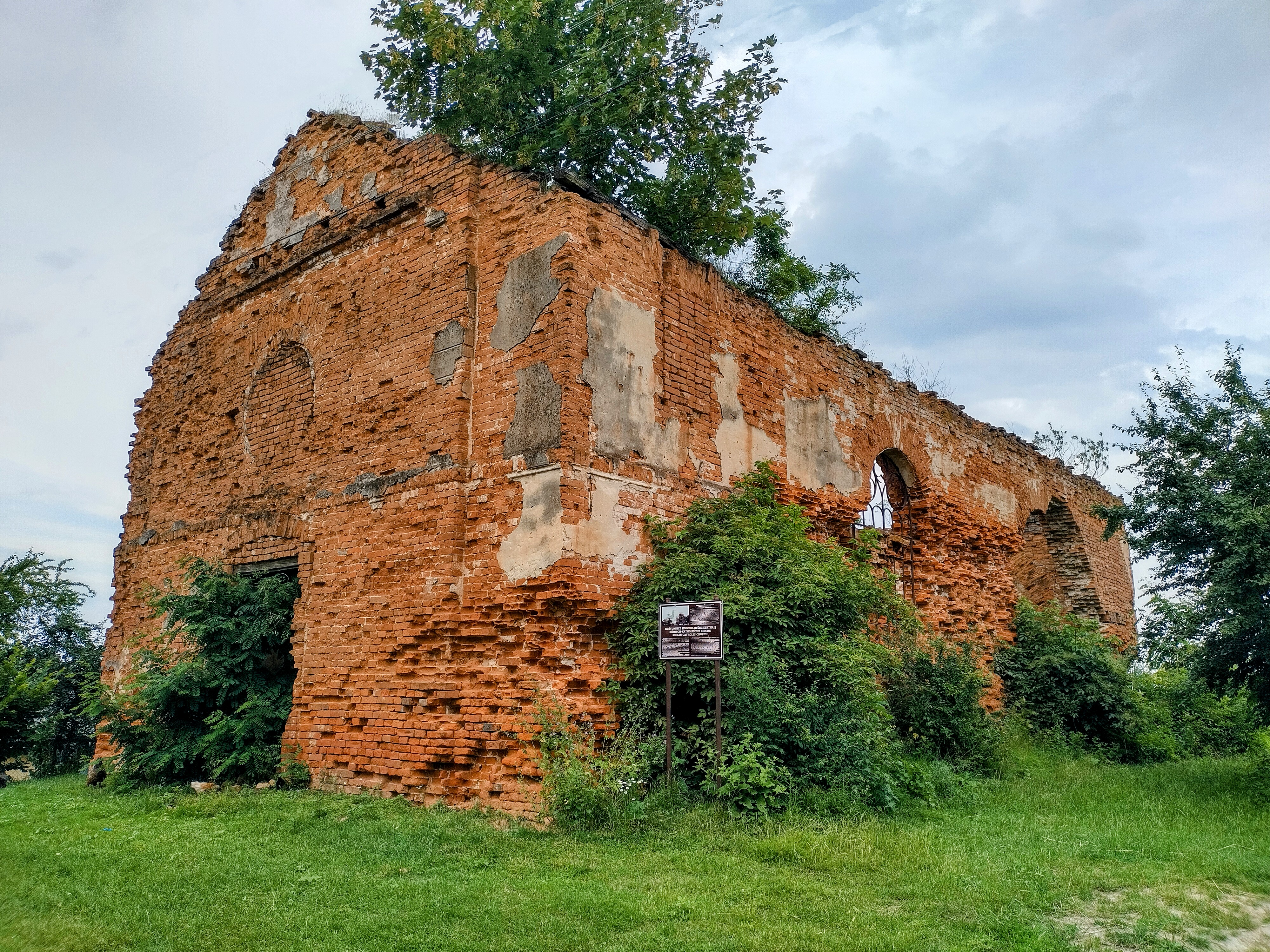
Руїни Кірхи (Костелу) Благовіщення Пресвятої Богородиці (1849-1854 рр.)
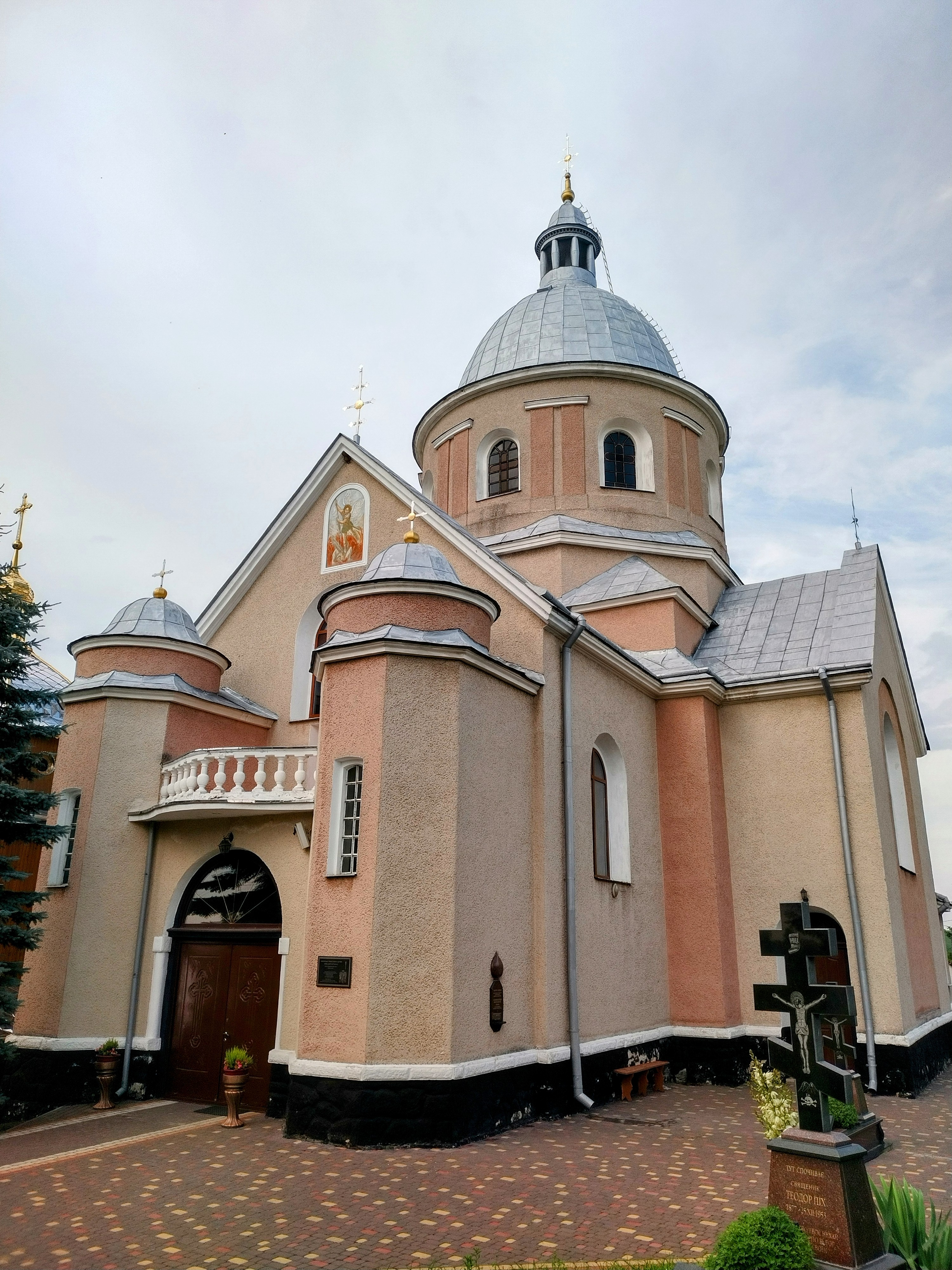
Свято-Михайлівський храм (УПЦ КП)   - Церква Святого Архістратига Михаїла. Автор світлини Андрій Цебенко, 2015 р
  - Римо-католицький костел
  - Свято-Михайлівський храм

## Відомі люди
- Іван Дусик (псевдо: «Марцигель») — вояк УПА, командир Військово-польової жандармерії сотні «Сіроманці» ВО-3 «Лисоня»[10]. Лицар Срібного Хреста Бойової Заслуги 2-го клясу[11].
- Мар'ян Сявавко (1939) — доктор фізико-математичних наук, професор, член-кореспондент Академії економіки України.
- Василь Була — заслужений артист України.
- Бубісь Іван Антонович (1965) — український футболіст та тренер.